# 寺本将司
寺本 将司（てらもと しょうじ、1975年4月17日 - ）は、日本の剣道家（教士八段）・大阪府警察警察官・元剣道日本代表。熊本県熊本市出身。現在大阪府警察第一機動隊所属・警部。

## 経歴
- 1975年4月17日 - 熊本県熊本市に生まれる。
- 1983年 - 白坪剣道愛育会で剣道を始める。
- 1988年4月 - 熊本市立花陵中学校に入学。
- 1991年4月 - 熊本工大高等学校（現文徳高等学校）に入学。
- 1994年4月 - 国際武道大学に入学。レギュラーとして活躍。
- 1998年4月 - 大阪府警察に奉職。現在に至る。
- 2003年7月 - 世界剣道選手権大会に初出場（先鋒）。
- 2006年9月 - 全国警察剣道選手権大会で5年ぶりに団体優勝。
- 2006年12月- 世界剣道選手権大会に2度目の出場（中堅）。
- 2007年9月 - 全国警察剣道選手権大会で団体優勝（2連覇）。
- 2007年10月 - 全国警察剣道選手権大会で準優勝。
- 2007年11月 - 全日本剣道選手権大会で初優勝。
- 2008年1月 - 日本スポーツ賞受賞。
- 2008年9月 - 全国警察剣道選手権大会で準優勝。
- 2009年8月- 世界剣道選手権大会に3度目の出場（個人戦・団体戦に出場。主将・大将）。個人戦で初優勝。団体戦でも2度目の優勝。
- 2009年10月 - 全国警察剣道選手権大会で団体優勝。
- 2009年11月 - 全日本剣道選手権大会で第3位入賞。
- 2023年8月 - 愛知県名古屋市で行われた八段審査に合格。

## 戦績
高校
- インターハイ 出場

大学
- 全日本学生剣道大会 団体3位

社会人
全日本剣道選手権大会
- 2003年：1回戦敗退
- 2004年：3回戦敗退
- 2006年：3回戦敗退
- 2007年：優勝
- 2008年：ベスト8（優秀選手賞）
- 2009年：第3位
- 2010年：2回戦敗退

世界剣道選手権大会
- 2003年：団体優勝（先鋒）
- 2006年：団体3位（中堅）
- 2009年: 個人優勝、団体優勝（大将）

全国警察剣道大会
- 2000年：優勝
- 2001年：優勝
- 2002年：準優勝
- 2003年：準優勝
- 2004年：準優勝
- 2005年：準優勝
- 2006年：優勝
- 2007年：優勝
- 2008年：第3位
- 2009年：優勝

全国警察剣道選手権大会
- 2005年：第3位
- 2007年：準優勝
- 2008年：準優勝
- 2009年：4回戦敗退
- 2010年：4回戦敗退

全日本都道府県対抗剣道優勝大会
- 2009年：優勝(三将)
- 2010年：1回戦敗退(三将)

## 人物
- 小学生時代に中学生をやぶる実力をもっていた。
- 中学時代に全国中学校剣道大会で団体3位（補欠）。正代賢司は出身道場・中学校の後輩、若生大輔は出身大学の後輩にあたる。
- 高校時代に富山県遠征の際に練習試合で全国的にはほとんど無名の群馬常磐高校の選手に負けて当時、天狗になっていた鼻をへし折られた。このことが現在までの剣道人生のターニングポイントだった。
- 全日本剣道選手権大会には奉職3年目の第48回大会（2000年）に初出場し、初戦敗退。この大会だけはなかなか武運に恵まれず、第55回大会（2007年）で優勝するまで、ベスト8に進出できなかった。
- 2007年の全国警察剣道選手権大会で準優勝、全日本剣道選手権大会で優勝するまでは、「団体の男」と言われていた。全国警察剣道大会や都道府県対抗大会、国民体育大会等の団体戦の方が力を存分に発揮していたためだった。
- 世界剣道選手権大会には3大会（'03・'06・'09）出場し、自分が出場した全試合を負け無しで終えた。2009年大会時は主将・大将を任され、慕われる人柄と持ち前の分析力・統率力でチームを上手くまとめあげた。
- 内村良一とは2009年までの公式戦で過去3回対戦しているが、いずれも寺本が敗れている（全日本剣道選手権大会（'06・'09）、全国警察剣道選手権大会（'07））。2009年の全日本剣道選手権大会後に、寺本は内村について「（内村は）稽古でも一番初めに面を着けて出てくる。人間的に勉強になる」「彼の剣道に取り組む姿勢を目の当たりにして尊敬できると思った」と讃えている。また内村も寺本について「日本で一番強い選手」と讃えている。
- 正代賢司とは第56回全日本剣道選手権大会で初めて対戦。面を先制してリードしていたが残り一分で面・小手を連打され敗退した。これは「先の準決勝を意識してしまった。十分の試合時間は長いと感じた。」と語っている。一方の正代は「昨年の選手権者ですし、何をどうこう考えるよりも試合時間の最後まで一生懸命自分の力を出した。」と語っている。

## テレビ
- NHKスペシャル「ミラクルボディー 反応の限界を超えろ」（NHK、2008年5月4日）
- 情熱大陸（毎日放送、2009年10月4日）